# Seamus Anthony Brennan
Seamus Anthony Brennan, conegut com a Shay Brennan, (6 de maig de 1937 - 9 de juny de 2000) fou un futbolista irlandès. Jugà com a defensa per al Manchester United FC, des d'on sabia moure molt bé la pilota.
El seu primer partit fou en aquest club el 1958 contra el Sheffield Wednesday. Ajudà al Manchester a guanyar els campionats de la Lliga Anglesa de 1965 i 1967, així com la Lliga de Campions de la UEFA de 1968. Encara que havia nascut a Anglaterra, jugà a gran nivell internacional per Irlanda pel canvi de les normes d'elecció donades per la FIFA. Es retirà del Manchester United el 1970 després de participar en 355 partits i aconseguir 6 gols.